# 101-es busz (Miskolc)
A miskolci 101-es buszjárat egy gyorsjárati autóbusz volt 1976 és 2006 között. A város legforgalmasabb, kelet-nyugati tengelyén közlekedett, nagyjából ugyanazon az útvonalon, ahol az 1-es villamos, illetve rokonviszonylatai, az 1-es busz, az 1A busz és a 101B busz. Ezen az útvonalon indult az ország első menetrend szerinti buszjárata is, 1903-ban.

## Története
A járat 1976-ban indult, ekkori megállói: Tiszai pályaudvar–Selyemrét–Centrum–Szemere utca–Városház tér–Bulgárföld–Kilián városrész–Táncsics tér–Diósgyőr–Felső-Majláth–Hóvirág utca–Papírgyár. (Mint az útvonalból is látható, ekkor még nem volt sétálóutcásítva a Széchenyi utca, erre csak 1984-ben került sor.)
1978-tól egy megállóval bővült, a Papírgyár helyett a Majális park lett a végállomása, majd 1979-től a Papírgyár megálló kiesett az útvonalból.
1984-ben, a Széchenyi utca sétálóutcává történt átalakításával a buszforgalom átkerült egy párhuzamos útvonalra, innentől útvonala: Tiszai pályaudvar–József A. utca–Búza tér–Petőfi tér–Dózsa Gy. utca–Bulgárföld–Kilián vr.–Táncsics tér–Diósgyőr–Felső-Majláth–Hóvirág utca–Majális-park; 1985-től a Dózsa György utca és a Bulgárföld között az Újgyőri főtéren is megállt. Ezen az útvonalon közlekedett egészen 1997-ig, leszámítva 1990-91-ben egy időszakot, amikor Diósgyőr után a Diósgyőr városrész nevű megálló következett, Majláth és az ezt követő megállók kihagyásával.
1997 és a járat 2006-os megszűnése közti utolsó útvonala oldalt az útvonaldiagramban látható.